# Zhen'an Zhen
Zhen'an Zhen (kinesiska: 镇安, 安镇) är en köping i Kina. Den ligger i provinsen Yunnan, i den sydvästra delen av landet, omkring 390 kilometer väster om provinshuvudstaden Kunming.
Genomsnittlig årsnederbörd är 1 368 millimeter. Den regnigaste månaden är juli, med i genomsnitt 357 mm nederbörd, och den torraste är januari, med 8 mm nederbörd.